# 林淦生
林淦生（1952年－），祖籍廣東，香港出生，其外祖父家幾代行醫，自小對醫學懷有興趣，學校畢業後，跟隨家族長者於中國學醫、行醫，林淦生醫藥研究院創辦人，1976年回港。
林淦生於2013年獲選為第十三屆世界傑出華人。

## 家庭
1986年於香港建立家庭，現育有一子。

## 中醫學貢獻
林淦生醫藥研究院於1981年起開始以其之家傳的藥方為基礎上發展成一系列中藥藥物 ，其中有關藥物亦被中國醫院進行臨床試驗研究 。

## 書籍
香港特別行政區專業服務發展資助計劃項目報告《醫學資料彙編》- 提辭

## 榮譽
- 第十三屆世界傑出華人[2]

## 公職
- 香港警察籃球會 - 醫事顧問 [1]
- 國際傳統醫學研究會 - 永久名譽會長 [1]
- 中華醫學會 - 顧問（香港區）[1]
- 國際歐洲醫學協會自然療法 - 顧問 [1]
- 林淦生醫藥研究院 - 院長
- 第二屆中醫藥全球大會 - 名譽主席

## 資料來源
1. 1 2 3 4 5 6  . 華人經濟，2009年第6期.   [2013-11-29]. （原始内容存档于2013-12-03）.
2. 1 2  . 文匯報. 2013-05-05  [2013-11-29]. （原始内容存档于2020-09-01）.
3. 1 2  . 南方都市报，記者：晏嬋嬋. 2013-04-26  [2013-11-29].[永久]
4. ↑  . 中藥新藥與臨床藥理雜誌，2011年第1期，作者：薛賽琴，張瓊，薑羨華，金哲. 2011  [2013-11-29]. （原始内容存档于2016-03-05）.
5. ↑   (PDF). 香港特別行政區政府. 2004-01-02  [2013-11-29]. （原始内容 (PDF)存档于2013-12-03）.

## 外部連結
- LKS MEDICAL